# Ferulago
Ferulago is een geslacht van bloeiende planten uit de schermbloemenfamilie (Apiaceae). De soorten uit het geslacht komen voor in Europa, het Middellandse Zeegebied, Somalië, het Midden-Oosten en in Pakistan.

## Soorten
- Ferulago abbreviata C.C.Towns.
- Ferulago akpulatii Akalın & Gürdal
- Ferulago angulata (Schltdl.) Boiss.
- Ferulago antiochia Saya & Miski
- Ferulago armena (DC.) Bernardi
- Ferulago asparagifolia Boiss.
- Ferulago aucheri Boiss.
- Ferulago bernardii Tomk. & Pimenov
- Ferulago biumbellata Pomel
- Ferulago blancheana Post ex Boiss.
- Ferulago brachyloba Boiss. & Reut.
- Ferulago bracteata Boiss. & Hausskn.
- Ferulago carduchorum Boiss. & Hausskn.
- Ferulago cassia Boiss.
- Ferulago contracta Boiss. & Hausskn.
- Ferulago daghestanica Schischk.
- Ferulago galbanifera (Mill.) W.D.J.Koch
- Ferulago glareosa Kandemir & Hedge
- Ferulago granatensis Boiss.
- Ferulago humilis Boiss.
- Ferulago idaea Özhatay & Akalin
- Ferulago isaurica Pesmen
- Ferulago kurdica Post
- Ferulago lutea (Poir.) Grande
- Ferulago macedonica Micevski & E.Mayer
- Ferulago macrocarpa (Fenzl) Boiss.
- Ferulago macrosciadea Boiss. & Balansa
- Ferulago mughlae Pesmen
- Ferulago nodosa (L.) Boiss.
- Ferulago pachyloba (Fenzl) Boiss.
- Ferulago phialocarpa Rech.f. & Riedl
- Ferulago platycarpa Boiss. & Balansa
- Ferulago sandrasica Pesmen & Quézel
- Ferulago sartorii Boiss.
- Ferulago scabra Pomel
- Ferulago serpentinica Rech.f.
- Ferulago setifolia K.Koch
- Ferulago silaifolia (Boiss.) Boiss.
- Ferulago stellata Boiss.
- Ferulago subvelutina Rech.f.
- Ferulago sylvatica (Besser) Rchb.
- Ferulago syriaca Boiss.
- Ferulago ternatifolia Solanas, M.B.Crespo & García-Martín
- Ferulago thirkeana Boiss.
- Ferulago thyrsiflora (Sm.) W.D.J.Koch
- Ferulago trachycarpa Boiss.
- Ferulago trojana Akalin & Pimenov
- Ferulago vesceritensis Coss. & Durieu ex Batt.

... · 
Aciphylla · 
Actinotus · 
Aegopodium · 
Aethusa · 
Ammi (Akkerscherm) · 
Anethum · 
Angelica (Engelwortel) · 
Anisotome · 
Anthriscus (Kervel) · 
Apium (Moerasscherm) · 
Artedia · 
Astrantia (Sterrenscherm) · 
Athamanta · 
Azorella · 
Berula · 
Bifora · 
Bunium · 
Bupleurum (Goudscherm) · 
Carum (Karwij) · 
Caucalis · 
Chaerophyllum (Ribzaad) · 
Cicuta · 
Conium · 
Conopodium · 
Coriandrum · 
Crithmum · 
Cuminum · 
Daucus · 
Eryngium (Kruisdistel) · 
Falcaria · 
Ferula · 
Foeniculum · 
Heracleum (Berenklauw) · 
Levisticum · 
Myrrhis · 
Oenanthe (Torkruid) · 
Orlaya · 
Pastinaca (Pastinaak) · 
Petroselinum (Peterselie) · 
Peucedanum (Varkenskervel) · 
Pimpinella (Bevernel) · 
Pycnocycla ·
Sanicula · 
Scandix · 
Selinum · 
Silaum · 
Sium · 
Smyrnium (Zwarte kervel) · 
Steganotaenia · 
Thapsia · 
Thaspium · 
Thecocarpus · 
Tiedemannia · 
Tilingia · 
Torilis (Doornzaad) · 
Xanthosia · 
...